# Etsha 1
Etsha 1 – wieś w Botswanie w dystrykcie North West. Według spisu ludności z 2011 roku wieś liczyła 965 mieszkańców.